# Reserva natural de Río Campo
La Reserva natural de Río Campo es un espacio protegido con el estatus de reserva natural en el distrito de Bata de la provincia de Litoral, en la parte continental del país africano de Guinea Ecuatorial, junto al Río Campo o Ntem, una de sus características más destacadas es una especie de anfibio, la llamada Rana Goliat. 
La reserva natural fue creada oficialmente en 2000. Posee una superficie de 335 kilómetros y se encuentra cerca de la frontera norte entre Guinea Ecuatorial y Camerún; incluye varias islas e islotes fluviales pequeños y hábitats marinos.